# 大野村 (愛知県)
大野村（おおのむら）は、愛知県東春日井郡にかつてあった村である。
現在の小牧市の一部（大山・野口など）に該当する。
村名は、前身の村の名から一文字ずつとった、合成地名である。

## 歴史
- 1889年（明治22年）10月1日 - 大山村と野口村が合併し、大野村が発足。
- 1906年（明治39年）7月16日 - 大草村、池林村、陶村と合併し篠岡村発足。同日大野村は廃止。